# Armando Spataro
Armando Spataro (Taranto, 16 dicembre 1948) è un ex magistrato e giurista italiano, ex procuratore della Repubblica presso il Tribunale di Torino, ex procuratore della Repubblica aggiunto presso il tribunale di
Milano, coordinatore del Gruppo specializzato nel settore dell'antiterrorismo. Ex segretario nazionale del Movimento per la giustizia (una delle correnti di sinistra dell'Associazione nazionale magistrati) è Dirigente nazionale della ANM, di cui è anche segretario distrettuale a Milano.

## Biografia
Figlio di un giudice istruttore, si laurea in Legge all’Università degli Studi di Bari. È anche giocatore di pallanuoto nella Rari Nantes di Taranto, in Serie C, ed è allenatore delle squadre giovanili.
Entra in magistratura il 27 marzo 1975 e l'anno successivo è destinato come Sostituto Procuratore presso la Procura della Repubblica di Milano dove ha svolto buona parte della sua carriera occupandosi prima di sequestri di persona e poi di terrorismo di sinistra coordinando tutte le inchieste milanesi fino al 1989.
Spataro divenne noto al grande pubblico quando fu incaricato dell'inchiesta sull'incidente automobilistico che causò la morte di Ronnie Peterson, durante il Gran Premio d'Italia del 1978. Al termine delle indagini, avanzò la richiesta della condanna a 8 mesi di reclusione per Riccardo Patrese, che invece fu assolto con formula piena, per non aver commesso il fatto.
In seguito si è occupato di criminalità organizzata, traffico internazionale di stupefacenti ed è chiamato a partecipare alla Direzione distrettuale antimafia dal 1991 (anno della costituzione) al 1998, occupandosi soprattutto di indagini su 'ndrangheta e mafia siciliana. Dopo le dimissioni di Antonio Di Pietro, avvenute nel 1994, era stato chiamato dal procuratore capo di Milano Francesco Saverio Borrelli a fare parte del pool di "Mani pulite".
Nel luglio del 1998 è stato eletto componente del Consiglio superiore della magistratura. Per questo si trasferisce a Roma fino alla scadenza del mandato (luglio 2002) quando ritorna alla procura di Milano con funzioni di procuratore della Repubblica aggiunto. Vi coordina, dal giugno 2003, il Dipartimento terrorismo ed eversione responsabile di indagini su terrorismo interno ed internazionale (in particolare di quello di matrice islamica, tra cui quelli sull'imam egiziano Abu Omar e su Mohammed Daki, noto per la sentenza di assoluzione pronunciata dal giudice Clementina Forleo, confermata in appello e rigettata dalla Cassazione).
È autore di numerosi saggi (anche di diritto processuale comparato), commenti a testi di legge e pubblicazioni varie di carattere scientifico (riguardante materia di criminalità organizzata e terroristica e di tecniche investigative) pubblicati su testi vari e su riviste specializzate. Ha pubblicato anche un'autobiografia professionale, Ne valeva la pena. Storie di terrorismi e mafie, di segreti di Stato e di giustizia offesa (Laterza, Roma-Bari 2010): nucleo centrale è la vicenda dell'extraordinary rendition che ha avuto come vittima Abu Omar (2003) e che ha visto agenti della CIA agire con la collaborazione del Sismi. L'opposizione del segreto di Stato da parte dei governi Prodi e Berlusconi è per Spataro l'occasione per riflettere sui rapporti tra politica e magistratura e sulla violazione dei diritti umani con il pretesto della sicurezza. Il libro è valso a Spataro il premio Capalbio 2010 per la sezione Politica e istituzioni.
Il 16 aprile 2014 gli è stato conferito il Premio Art. 3 per il "suo coraggioso, quotidiano impegno a custodia dei valori civili e morali che la nostra Carta costituzionale detta".
Il 30 giugno 2014 diventa procuratore della Repubblica di Torino, nominato dal plenum del CSM con 16 voti a favore su 24.
Il 9 settembre 2017 muore per una malattia incurabile il figlio Andrea, avvocato penalista di 36 anni.
All'inizio di dicembre 2018 si scontra sui social con il Ministro dell'Interno Matteo Salvini, a cui il leader della Lega risponde di "andare in pensione al più presto". Armando Spataro deciderà effettivamente di entrare in pensione il 17 dicembre 2018, seppur con la volontà di continuare la sua attività dall'esterno, così come dichiarato nel programma televisivo Piazzapulita su LA7 esattamente un mese dopo.